# Eloui

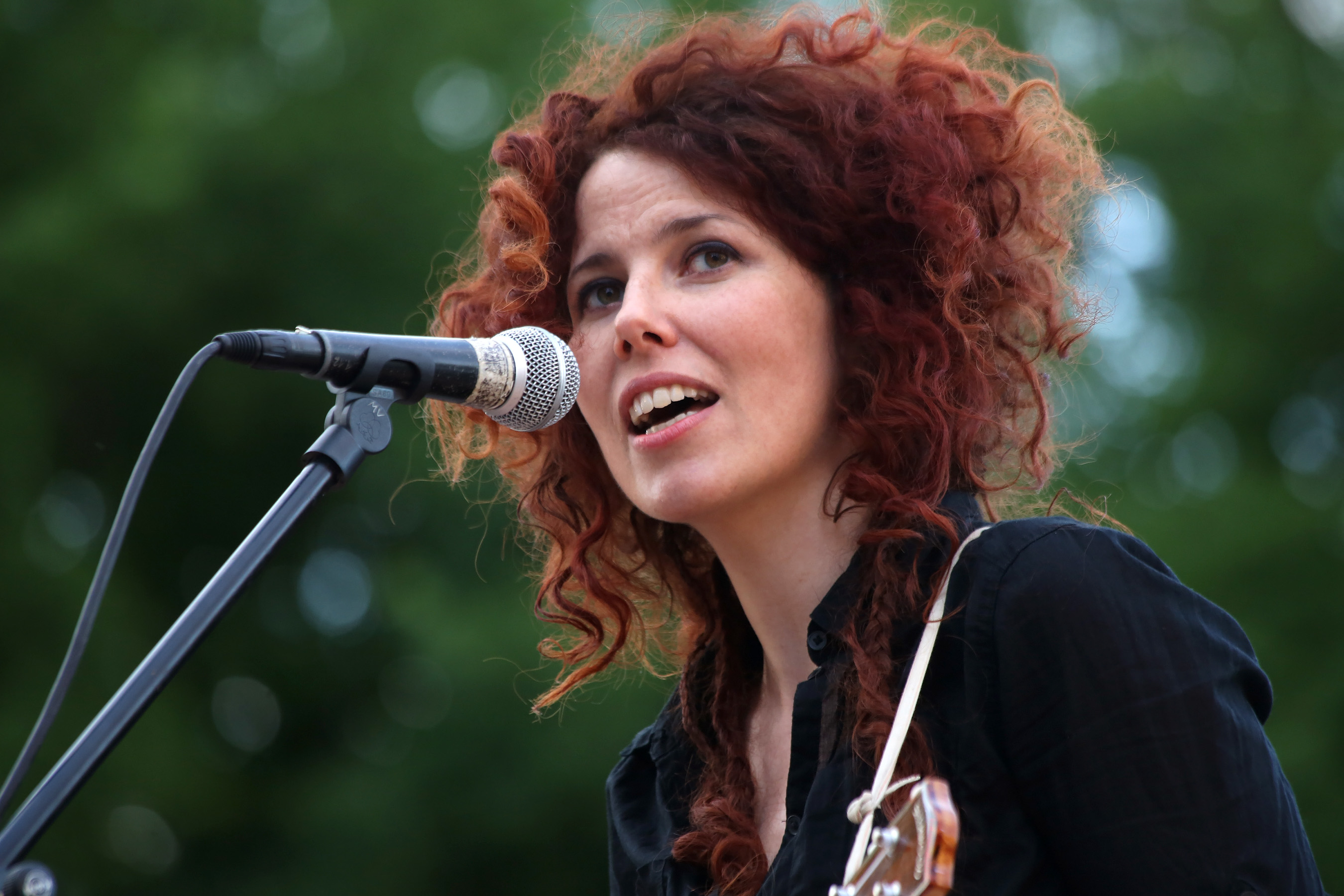
Eloui (2014)

Eloui ist der Künstlername der in Wien lebenden Schweizer Sängerin und Multiinstrumentalistin (E-Bass, Ukulele, Electronics, Klarinette, Flöte, Perkussion) Franziska Abgottspon (* 12. Oktober 1972 in Visp).

## Wirken

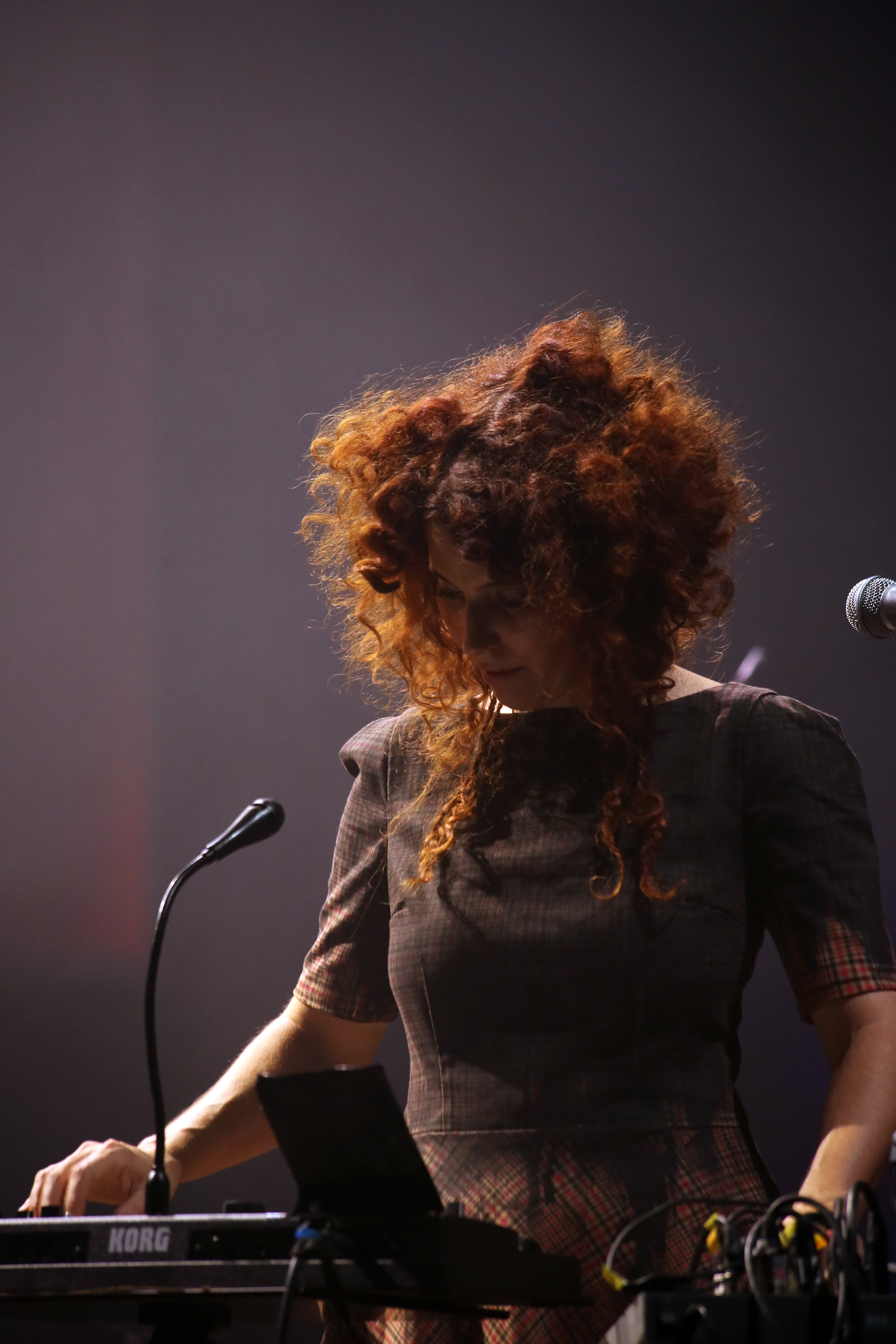
Eloui (Waves Vienna 2012)

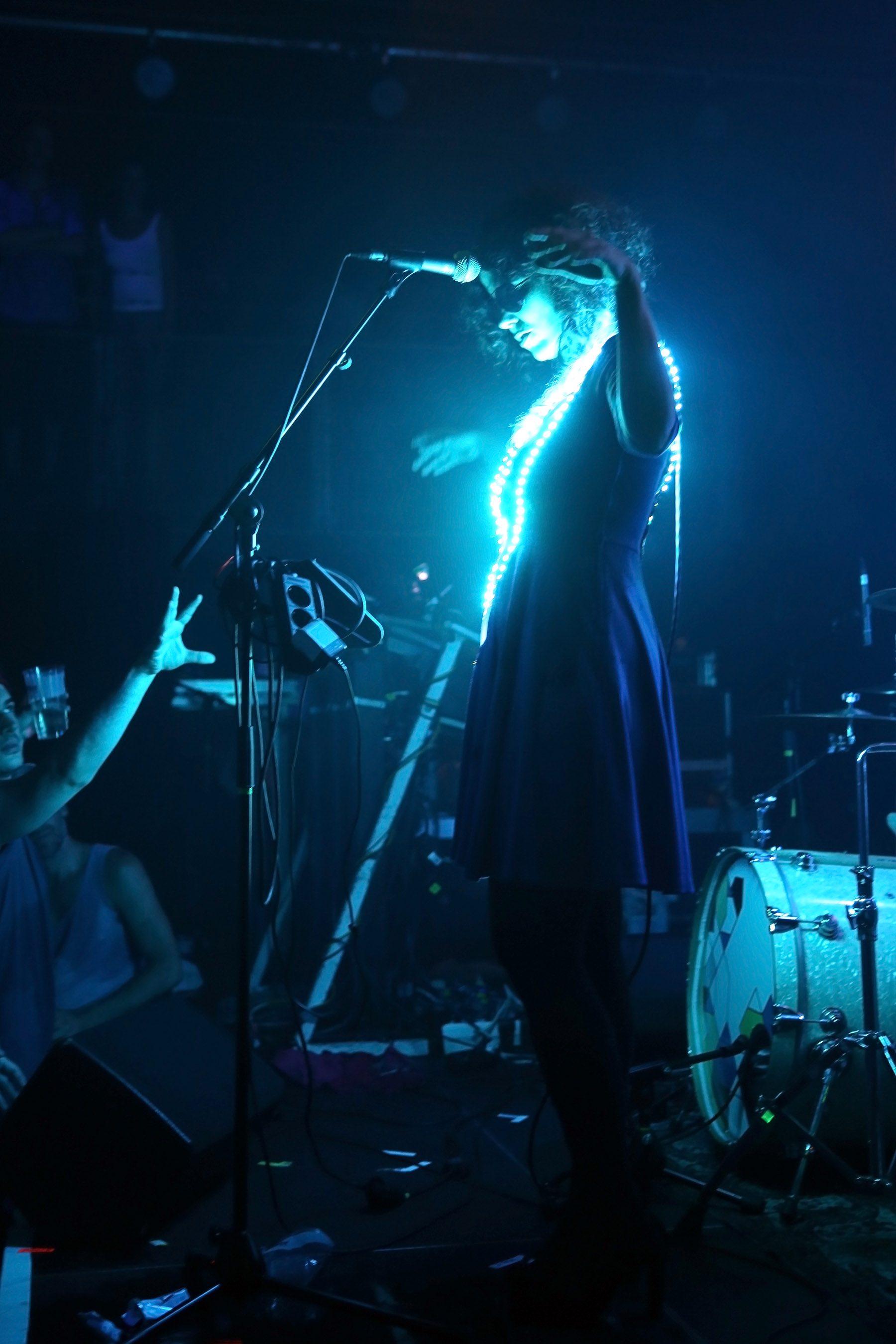
Gudrun von Laxenburg feat. Eloui (Popfest Wien 2013)

Aufgewachsen in der Schweiz, kam sie 1993 nach Wien, wo sie seither lebt. An der Akademie der bildenden Künste, bei Josef Schulz und Edelbert Köb, studierte sie künstlerisches Lehramt und besuchte eine Meisterklasse für Tapisserie. Nach Abschluss des Studiums wandte sie sich bald der Musik zu und spielt seit 2006 in verschiedenen Formationen und als Solokünstlerin. Als Bassistin ist sie bei den Bands Ernesty International, Thalija und Brainmanagerz aktiv und arbeitet immer wieder auch mit anderen Bands und Musikern zusammen (Mauracher, M185, Gudrun von Laxenburg).
Ihr Solo-Debütalbum Chasing Atoms, das sie unter anderem auf dem Musikfestivals Waves Vienna präsentierte, erschien im November 2011. Im Jahr darauf war sie damit für den FM4-Award bei den Amadeus Austrian Music Awards 2012 nominiert. Stilistisch wird ihre Musik von Kritikern im Bereich Avantgarde-Pop gesehen, als „Synthese aus Pop und Electronica“ oder „elektronische Songwritersanftmut und folkige Wandergitarrenversponnenheit“, die rhythmisch in Richtung Trip-Hop geht.
Live tritt Eloui in unterschiedlichen Besetzungen auf, solo oder zu zweit mit Geiger Christoph Mateka (von Gudrun Von Laxenburg), oder auch in größerer Besetzung mit Streichern, Bläsern und Chor.

## Diskografie

### Alben
- 2011: Chasing Atoms, EMG
- 2015: Tangles And Loose Ends, EMG

### Compilations
- 2012: FM4 Soundselection 27
- 2009: Poem/e/s
- 2008: Name
- 2007: Schubert Is Not Dead